# لفوت
لَفُوت هو جنس سمك.